# Augustenbrücke (Hannover)

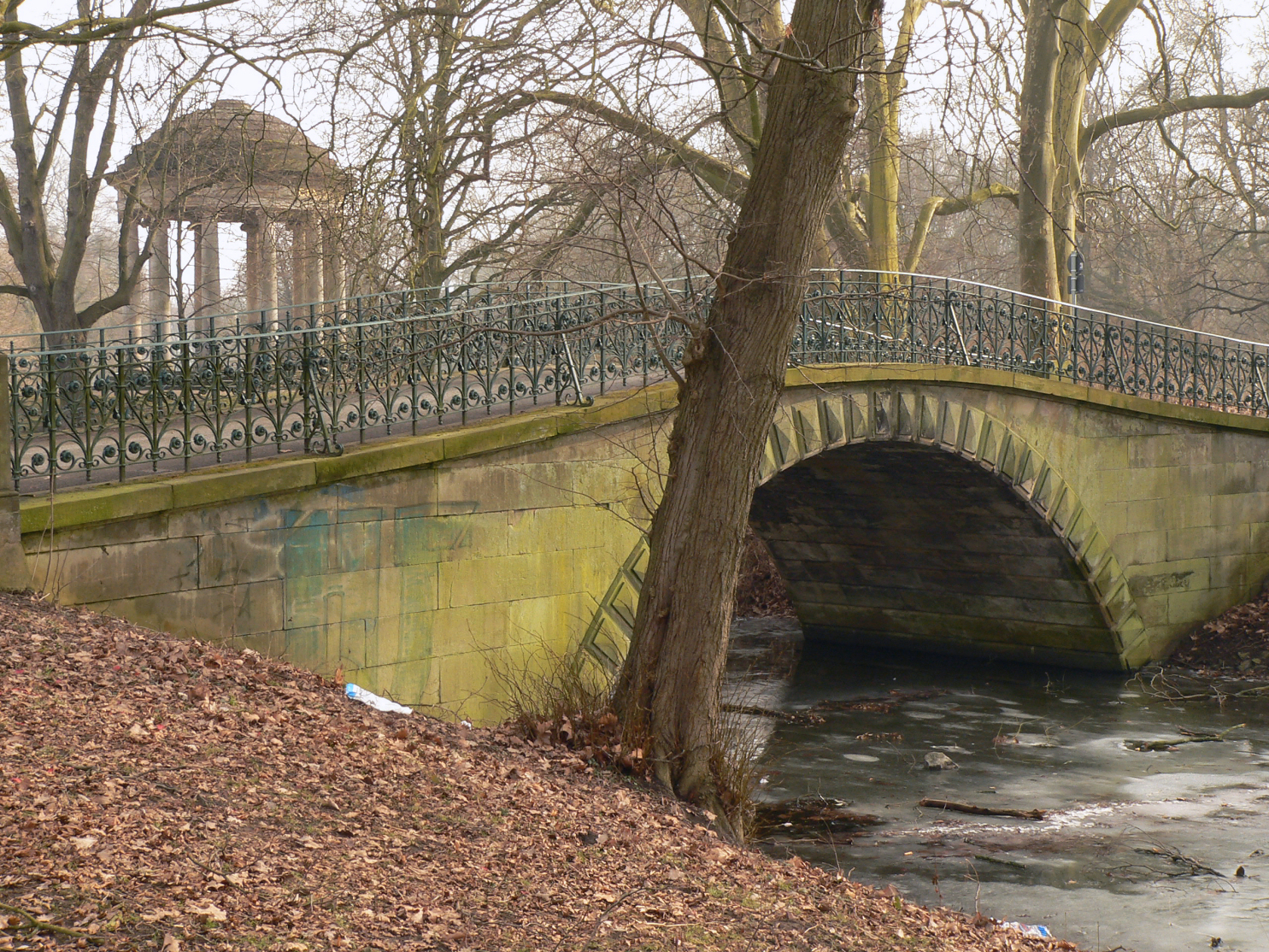
Augustenbrücke, im Hintergrund der Leibniztempel

Die Augustenbrücke ist eine Brücke im Georgengarten in Hannover, die über die schmalste Stelle eines Teichs führt. Die Brücke entstand 1840 nach einem Entwurf des Hofarchitekten des Königreichs Hannover Georg Ludwig Friedrich Laves. 
Das Bauwerk ist eine in Sandstein errichtete Bogenbrücke. Ursprünglich verfügte sie über steinerne Brüstungen, heute über eiserne Geländer. Die Augustenbrücke entstand als eine von drei Brücken bei der Umgestaltung des Georgengartens von 1828 bis 1843 zu einem Englischen Landschaftspark. Dabei wurden unter anderem die vorhandenen Wasserläufe zu Teichen vergrößert. Die weiteren Brücken im Park sind die eiserne Fahrbrücke von 1837 und die Friederikenbrücke von 1840.
In der Nähe der Augustenbrücke steht der Mitte der 1930er Jahre an diese Stelle translozierte Leibniztempel.

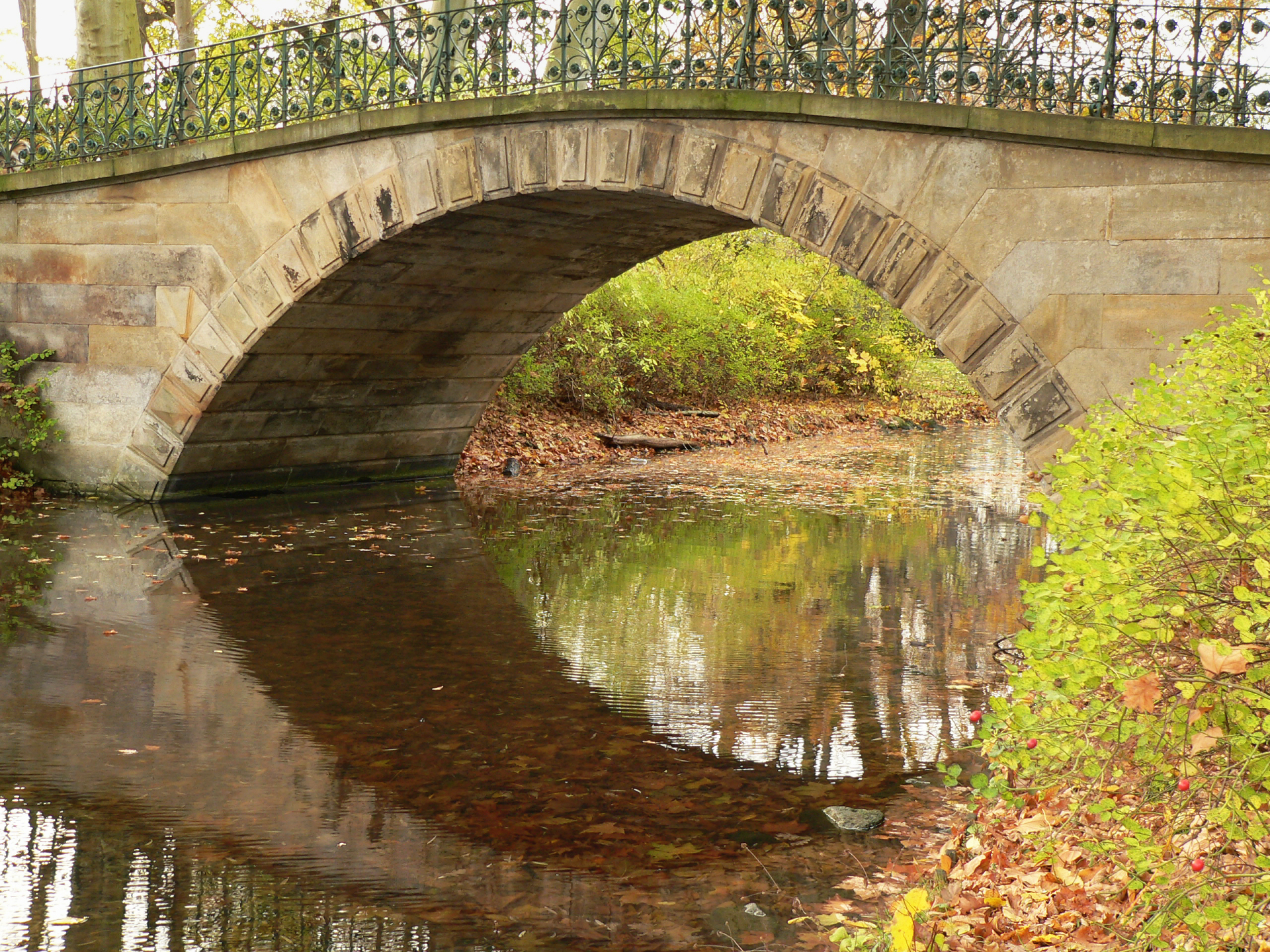
Augustenbrücke nach Laubfall
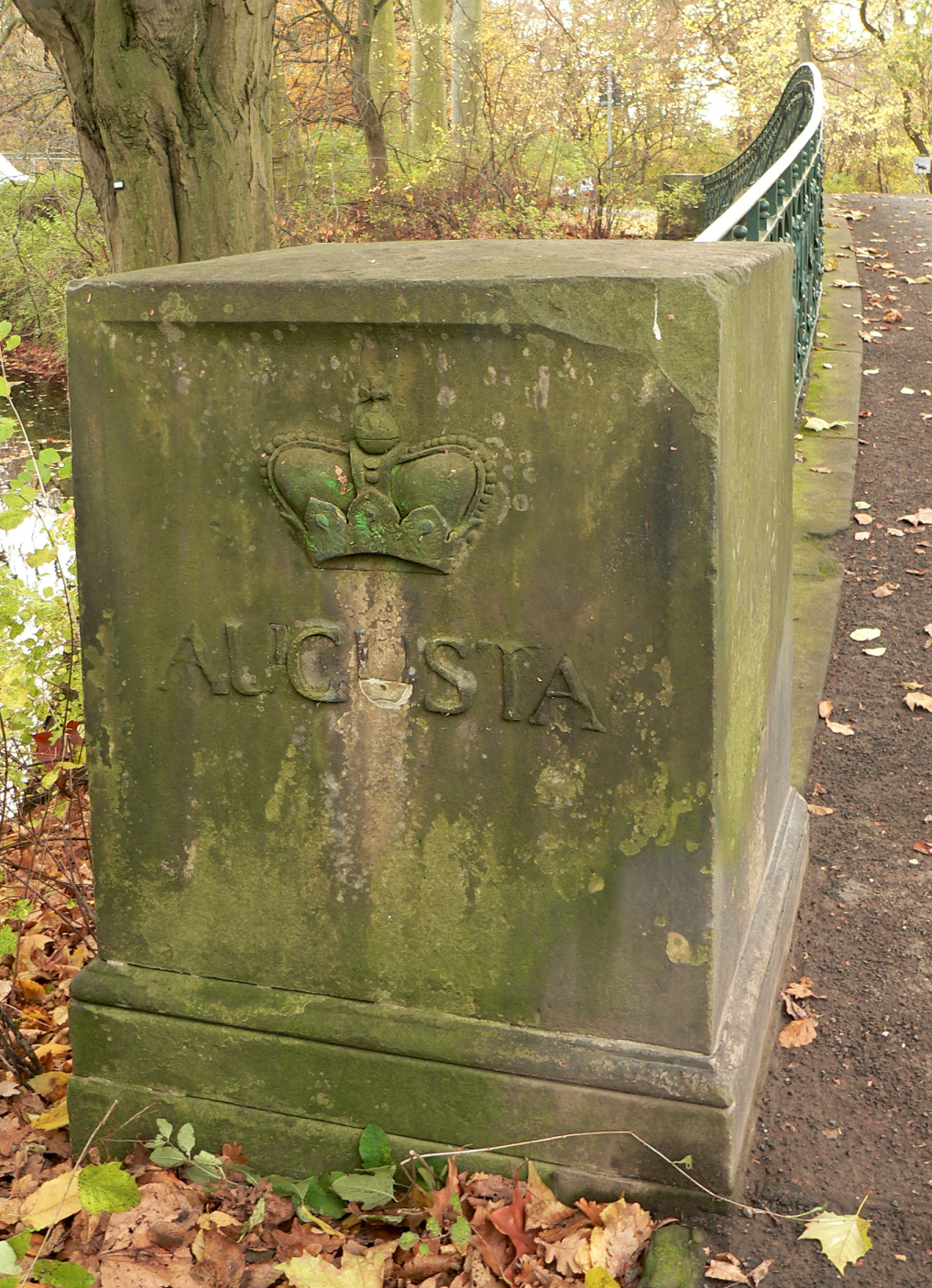
Steinblock mit Aufschrift Augusta an der Brücke
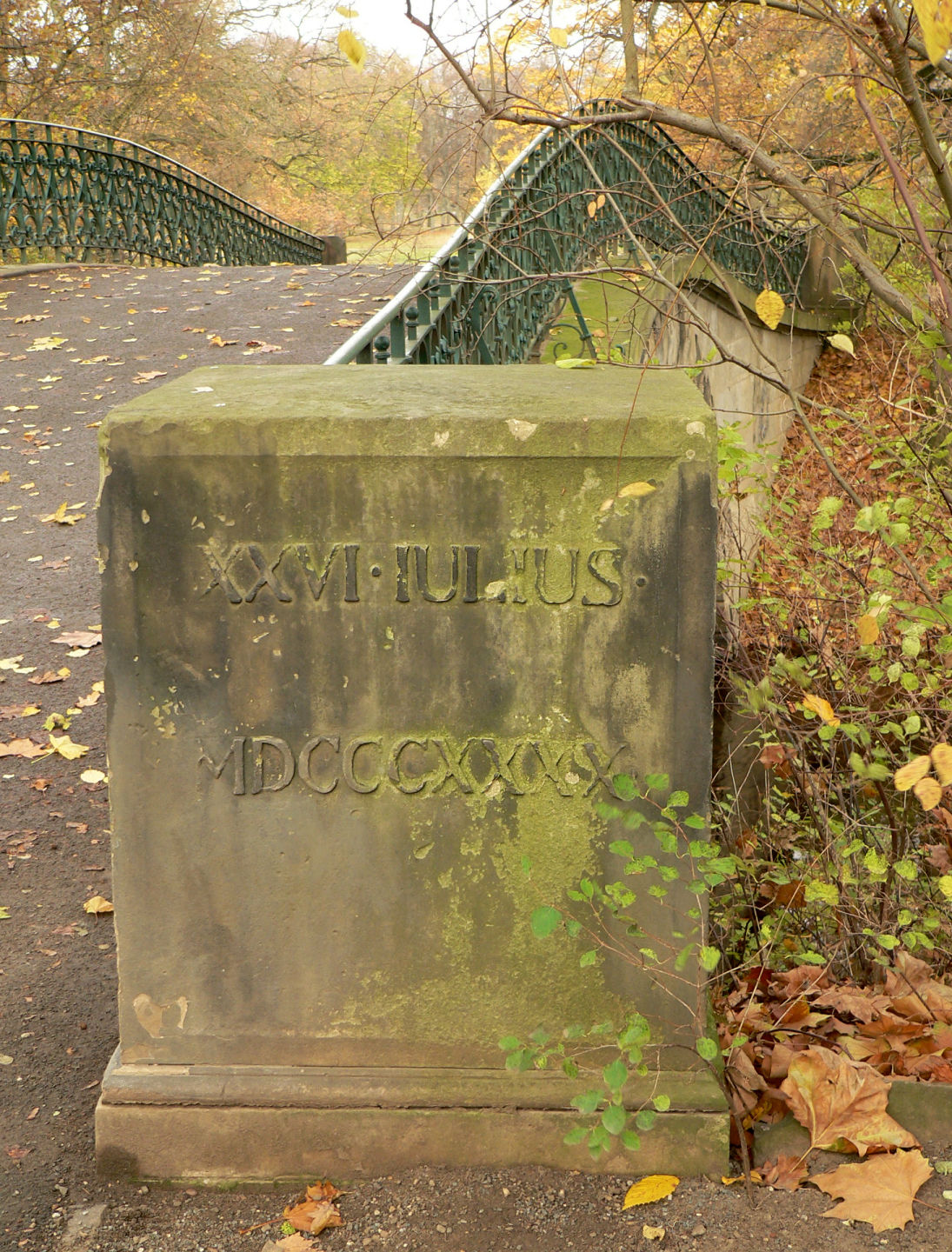
Steinblock an der Brücke mit Datum 26. Juli 1840 als römische Schrift XXVI Iulius MDCCCXXXX